# ايان هوغبين
كان الدكتور هربرت إيان بريستلي هوغبين (17 أيلول 1904 - 2 آب 1989) عالم الأنثروبولوجيا الأسترالي المولود في بريطانيا. قام بعمل ميداني في جزر سليمان وغينيا الجديدة.

## سيرة شخصية
ولد إيان هوغبين في باوتري، يوركشاير، إنجلترا في عام 1904.
بدأ هوغبين دراسته للأنثروبولوجيا مع Alfred Reginald Radcliffe-Brown ، الذي أسس قسم الأنثروبولوجيا في جامعة سيدني، وتم تنفيذ أول عمل ميداني له تحت إشراف Radcliffe-Brown في Ontong Java ، مستعمرة بولينيزية في جزر سليمان. تم نشر بعض النتائج في كتابه القانون والنظام في بولينيزيا.
ثم ذهب إلى لندن للعمل مع برونيسلاف مالينوفسكي، الذي عاد بناء على اقتراحه إلى جزر سليمان، حيث أقام في غوادالكانال وبعد ذلك في مالايتا. في وقت لاحق، قام بإجراء تحقيق في شعب Wogeo ، وهي جزيرة قبالة الساحل الشمالي لغينيا الجديدة. حصل على درجة الدكتوراه من جامعة لندن. 
خلال الحرب العالمية الثانية خدم في الجيش البريطاني في جزر سولومون محمية قوة الدفاع في وقت لاحق في الجيش الأسترالي في غينيا الجديدة كمستشار على الأم التأهيل المشاكل. استمر العمل في غينيا الجديدة في عام 1963 ونشرت في الثاني من مجلدين على Busama القرويين الذين احتلوا مستوطنة بالقرب من بلدة Lae.
توفي في بوتس بوينت، سيدني، أستراليا في عام 1989.

## مرتبة الشرف
منحه المعهد الملكي للأنثروبولوجيا في بريطانيا وسام ويلكوم لعمل في علم الإنسان التطبيقي في عام 1944 وميدالية الشرف للعمل الميداني في عام 1945. ألقى محاضرات مونرو في جامعة أدنبرة عام 1949، ومحاضرات يوشيا ماسون في جامعة برمنغهام عام 1953، ومحاضرة ماريت التذكارية في أكسفورد عام 1961. منحت جامعة ملبورن كتابين من كتبه (مشهد التحول والتغيير الاجتماعي) جائزة Harbison-Higinbotham .

## كتب
- القانون والنظام في بولينيزيا: دراسة للمؤسسة القانونية البدائية ، 1934
- التقدم الاجتماعي في غوادالكانال، جزر سليمان ، 1938
- التنمية والرعاية في غرب المحيط الهادئ ، 1944
- مشهد التحول ، 1951
- التغيير الاجتماعي ، 1958
- القرابة والزواج في قرية غينيا الجديدة ، 1963
- مجتمع Guadalcanal: The Kaoka Speakers ، 1964
- دراسات في حيازة الأراضي في غينيا الجديدة ، 1967 (مع بيتر لورانس)
- جزيرة الحائض الرجال: الدين في Wogeo ، غينيا الجديدة ، 1970 (Reissued Long Grove، IL: Waveland Press، 1996)

## روابط خارجية
- Hogbin